# Манга Аїлтон Корреа Арруда
Манга Аїлтон Корреа Арруда (порт. Haílton Corrêa de Arruda; 26 квітня 1937, Ресіфі — 8 квітня 2025) — бразильський футболіст, що грав на позиції воротаря.
Виступав, зокрема, за «Ботафогу» та «Насьйональ», а також національну збірну Бразилії. Учасник чемпіонату світу 1966 року. За версією IFFHS посідає 15 місце серед найкращих воротарів Південної Америки XX століття.

## Клубна кар'єра
Народився 26 квітня 1937 року в місті Ресіфі. Вихованець футбольної школи клубу «Спорт Ресіфі». До початку гри за дорослу команду Манга показував хорошу гру на юнацькому рівні, завоювавши титул чемпіона штату Пернамбуку для юніорів у 1954 році, пропустивши менше інших воротарів. Він дебютував у дорослій команді «Спорту» в 1957 році (до цього він сидів у запасі), під час туру по Європі. Освалдо Баліза, штатний голкіпер «Спорту», отримав травму в першому ж матчі, і в ворота став 20-річний Манга. Тренер Данте Б'янчі посприяв попаданню Манги в основу. Манга провів в «Спорті» 2 роки, а потім перейшов в «Ботафогу», де за 8 років провів 442 матчі, в яких пропустив 394 м'ячі.
1969 року уклав контракт з уругвайським клубом «Насьйональ», у складі якого провів наступні чотири сезони, кожен з яких закінчувався взяттям чемпіонства, а також завоюванням Кубка Лібертадорес і Міжконтинентального кубка у 1971 році.
1974 року Манга повернувся до Бразилії у клуб «Інтернасьйонал». З ним він виграв чемпіонати Бразилії сезону 1975 і 1976 років.
Згодом грав у складі клубів «Операріо», «Корітіба» та «Греміо».
Завершив професійну ігрову кар'єру в еквадорському клубі «Барселона» (Гуаякіль), за команду якого виступав протягом 1981—1982 років і виграв чемпіонат країни 1981 року.

## Виступи за збірну
6 червня 1965 року дебютував в офіційних матчах у складі національної збірної Бразилії в матчі проти збірної ФРН.
У складі збірної був учасником чемпіонату світу 1966 року в Англії і зіграв в матчі групового етапу проти Португалії (1:3).
Протягом кар'єри у національній команді, яка тривала усього 3 роки, провів у формі головної команди країни 12 матчів, пропустивши 10 голів.

## Смерть
8 квітня 2025 року Манга помер у лікарні Ріо Барра в Ріо-де-Жанейро на 87-му році життя.

## Титули та досягнення
- Чемпіон Уругваю: 1969, 1970, 1971, 1972
- Чемпіон Бразилії: 1975, 1976
- Чемпіон Еквадору: 1981
- Чемпіон Турніру Ріо-Сан-Паулу: 1962, 1964, 1966
- Чемпіон штату Ріо-де-Жанейро: 1961, 1962, 1967, 1968
  - Володар Кубка Гуанабара: 1967, 1968
- Чемпіон штату Ріу-Гранді-ду-Сул: 1974, 1975, 1976, 1979
- Чемпіон штату Парана: 1978
- Чемпіон штату Пернамбуку: 1955, 1956, 1957
- Чемпіон штату Мату-Гросу: 1977
- Володар Кубка Лібертадорес: 1971
- Володар Міжконтинентального Кубка: 1971

### Особисті
- Володар «Срібного м'яча» (журнал Плакар): 1976, 1978